# Saint-Germain-du-Pert
Pour les articles homonymes, voir Saint-Germain.
Saint-Germain-du-Pert est une commune française située dans le département du Calvados en région Normandie, peuplée de 151 habitants.

## Géographie
Saint-Germain-du-Pert est une commune proche de la baie des Veys, à 5 kilomètres d'Isigny-sur-Mer, dont elle est membre du canton. Le village se situe à équidistance de Bayeux et Saint-Lô (25 kilomètres), dans le Bessin. Saint-Germain-du-Pert est une commune du parc naturel régional des Marais du Cotentin et du Bessin.
| Cardonville, Osmanville | Cardonville           | Cardonville, La Cambe |
| Osmanville              | Saint-Germain-du-Pert | La Cambe              |
| Osmanville, Monfréville | Monfréville           | La Cambe, Monfréville |

### Hydrographie
La commune est située dans le bassin Seine-Normandie. Elle est drainée par l'Aure, un bras de l'Aure, le Cours des Folies, le canal 01 du Hameau Raiton, le fossé 04 de la Perruque, le canal 01 du Jonquet et un autre petit cours d'eau,.
L'Aure, d'une longueur de 82 km, prend sa source dans la commune de Caumont-sur-Aure et se jette  dans la Vire en limite d'Osmanville, Isigny-sur-Mer et Carentan-les-Marais, après avoir traversé 26 communes. 

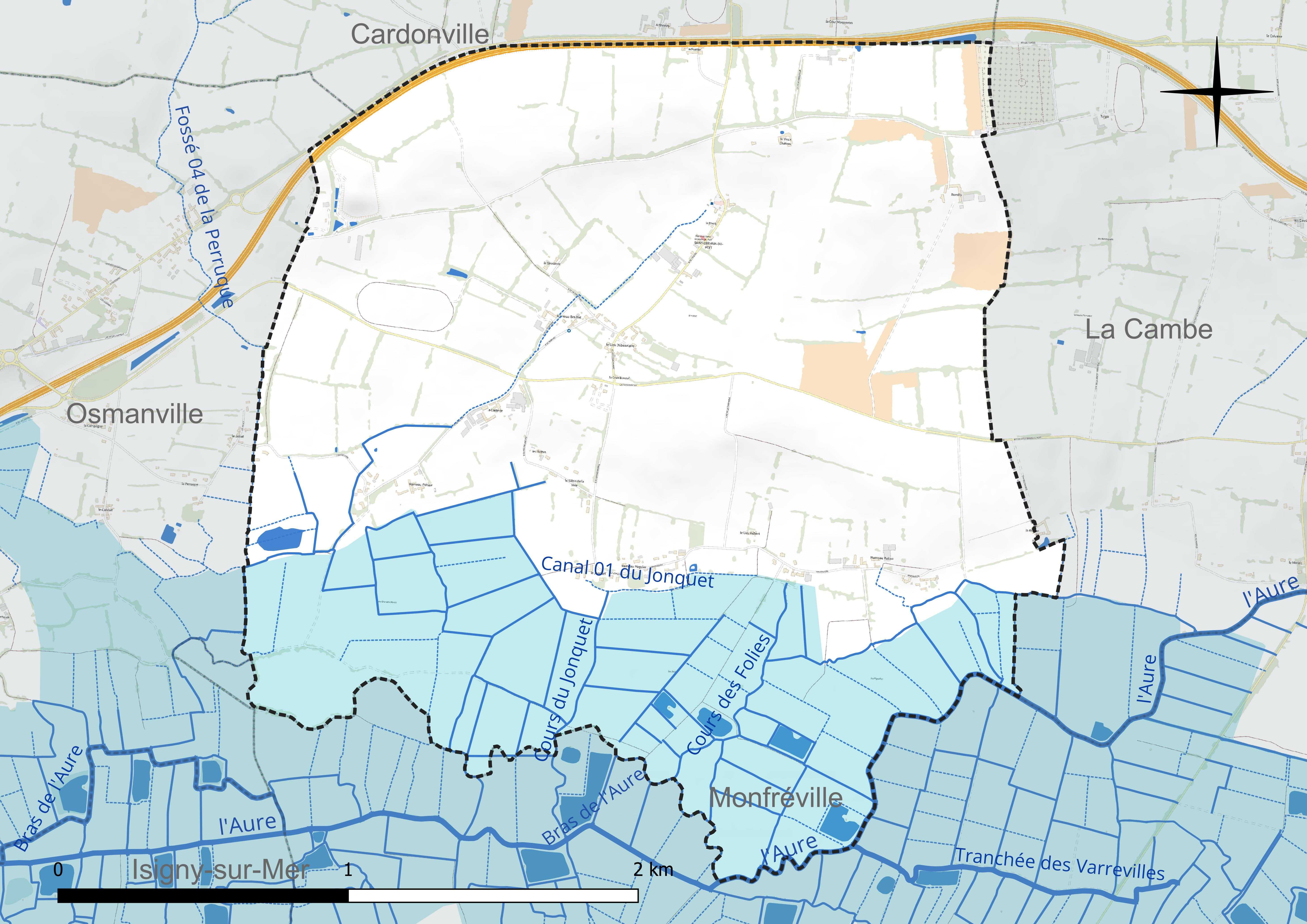
Réseau hydrographique de Saint-Germain-du-Pert.

### Climat
Pour des articles plus généraux, voir Climat de la Normandie et Climat du Calvados.
En 2010, le climat de la commune est de type climat océanique franc, selon une étude du CNRS s'appuyant sur une série de données couvrant la période 1971-2000. En 2020, Météo-France publie une typologie des climats de la France métropolitaine dans laquelle la commune est exposée à un climat océanique et est dans la région climatique Normandie (Cotentin, Orne), caractérisée par une pluviométrie relativement élevée (850 mm/a) et un été frais (15,5 °C) et venté. Parallèlement le GIEC normand, un groupe régional d'experts sur le climat, différencie quant à lui, dans une étude de 2020, trois grands types de climats pour la région Normandie, nuancés à une échelle plus fine par les facteurs géographiques locaux. La commune est, selon ce zonage, exposée à un « climat maritime », correspondant au Cotentin et à l'ouest du département de la Manche, frais, humide et pluvieux, où les contrastes pluviométrique et thermique sont parfois très prononcés en quelques kilomètres quand le relief est marqué.
Pour la période 1971-2000, la température annuelle moyenne est de 11,2 °C, avec une amplitude thermique annuelle de 11 °C. Le cumul annuel moyen de précipitations est de 797 mm, avec 13,7 jours de précipitations en janvier et 7,1 jours en juillet. Pour la période 1991-2020, la température moyenne annuelle observée sur la station météorologique la plus proche, située sur la commune de Balleroy-sur-Drôme à 23 km à vol d'oiseau, est de 11,2 °C et le cumul annuel moyen de précipitations est de 924,3 mm,. Pour l'avenir, les paramètres climatiques de la commune estimés pour 2050 selon différents scénarios d'émission de gaz à effet de serre sont consultables sur un site dédié publié par Météo-France en novembre 2022.

## Urbanisme

### Typologie
Au 1er janvier 2024, Saint-Germain-du-Pert est catégorisée commune rurale à habitat très dispersé, selon la nouvelle grille communale de densité à 7 niveaux définie par l'Insee en 2022.
Elle est située hors unité urbaine. Par ailleurs la commune fait partie de l'aire d'attraction d'Isigny-sur-Mer, dont elle est une commune de la couronne,. Cette aire, qui regroupe 5 communes, est catégorisée dans les aires de moins de 50 000 habitants,.

### Occupation des sols
L'occupation des sols de la commune, telle qu'elle ressort de la base de données européenne d'occupation biophysique des sols Corine Land Cover (CLC), est marquée par l'importance des territoires agricoles (100 % en 2018), une proportion identique à celle de 1990 (100 %). La répartition détaillée en 2018 est la suivante : 
prairies (86 %), terres arables (14 %), zones agricoles hétérogènes (0,1 %). L'évolution de l'occupation des sols de la commune et de ses infrastructures peut être observée sur les différentes représentations cartographiques du territoire : la carte de Cassini (XVIIIe siècle), la carte d'état-major (1820-1866) et les cartes ou photos aériennes de l'IGN pour la période actuelle (1950 à aujourd'hui).

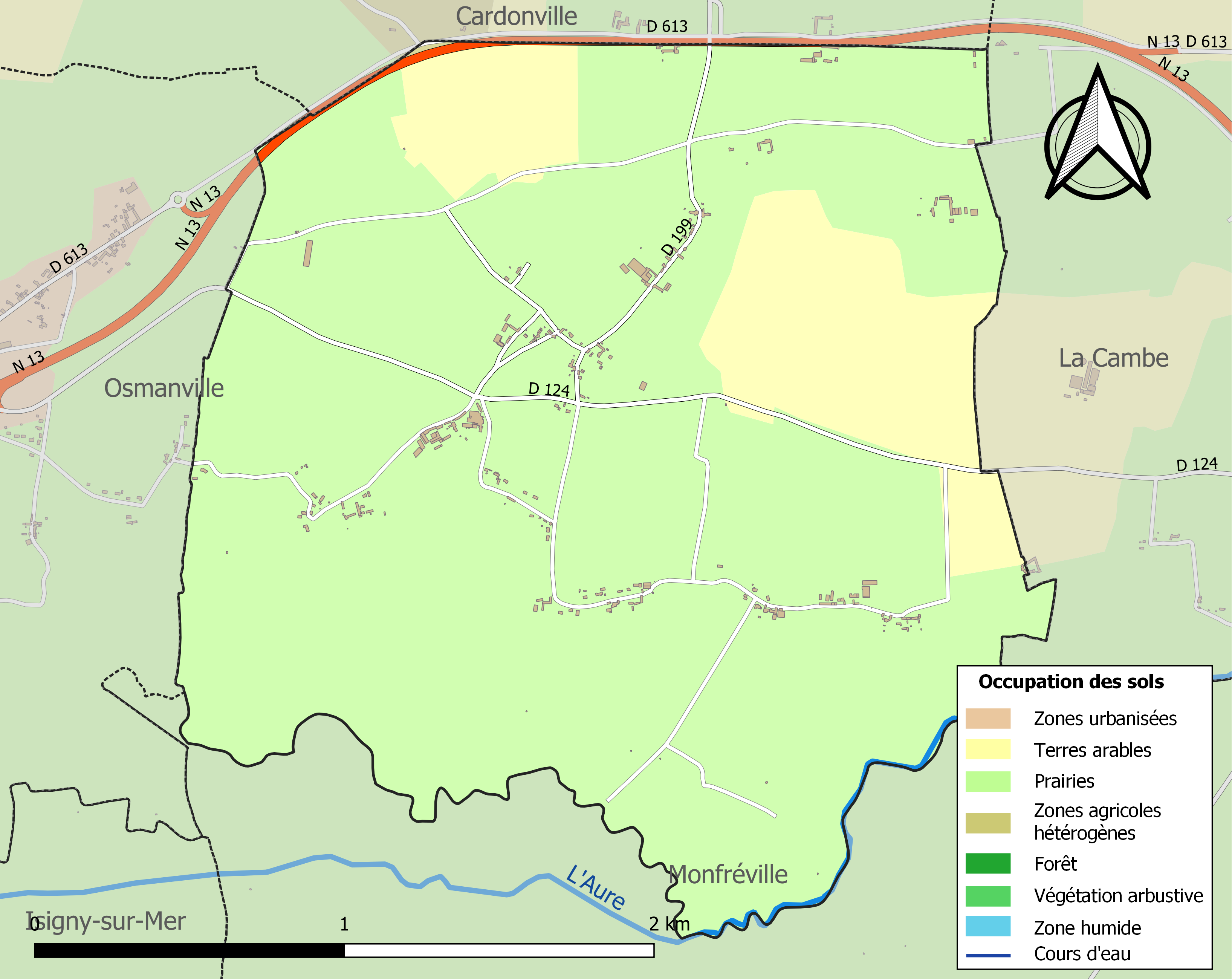
Carte des infrastructures et de l'occupation des sols de la commune en 2018 (CLC).

## Toponymie
Le nom de la localité est attesté sous les formes Saint Germain du Pert en 1793 ; Saint-Germain-du-Port en 1801.
René Lepelley considère que Pert est « sans doute » la forme masculine en ancien français de « perte », mais dont il ne détermine pas la signification dans ce cas précis.

## Politique et administration
| Période                                  | Période      | Identité        | Étiquette | Qualité                               |
| ---------------------------------------- | ------------ | --------------- | --------- | ------------------------------------- |
| 1977                                     | mars 2008    | André Néel      | SE        | Agriculteur                           |
| mars 2008                                | juillet 2020 | Philippe Petgès | SE        |                                       |
| juillet 2020                             | En cours     | Denis Le Moigne | SE        | Chef de service fonction territoriale |
| Les données manquantes sont à compléter. |              |                 |           |                                       |

Le conseil municipal est composé de onze membres dont le maire et deux adjoints.

## Démographie
Les habitants de la commune sont nommés les  Saint-Germinois.
L'évolution du nombre d'habitants est connue à travers les recensements de la population effectués dans la commune depuis 1793. Pour les communes de moins de 10 000 habitants, une enquête de recensement portant sur toute la population est réalisée tous les cinq ans, les populations de référence des années intermédiaires étant quant à elles estimées par interpolation ou extrapolation. Pour la commune, le premier recensement exhaustif entrant dans le cadre du nouveau dispositif a été réalisé en 2005.
En 2022, la commune comptait 151 habitants, en évolution de −16,11 % par rapport à 2016 (Calvados : +1,58 %, France hors Mayotte : +2,11 %).
Saint-Germain-du-Pert a compté jusqu'à 342 habitants en 1806.
| 1793 | 1800 | 1806 | 1821 | 1831 | 1836 | 1841 | 1846 | 1851 |
| ---- | ---- | ---- | ---- | ---- | ---- | ---- | ---- | ---- |
| 319  | 325  | 342  | 280  | 324  | 289  | 286  | 285  | 281  |

| 1856 | 1861 | 1866 | 1872 | 1876 | 1881 | 1886 | 1891 | 1896 |
| ---- | ---- | ---- | ---- | ---- | ---- | ---- | ---- | ---- |
| 278  | 272  | 273  | 253  | 275  | 247  | 259  | 268  | 261  |

| 1901 | 1906 | 1911 | 1921 | 1926 | 1931 | 1936 | 1946 | 1954 |
| ---- | ---- | ---- | ---- | ---- | ---- | ---- | ---- | ---- |
| 250  | 254  | 211  | 218  | 227  | 219  | 251  | 271  | 254  |

| 1962 | 1968 | 1975 | 1982 | 1990 | 1999 | 2005 | 2006 | 2010 |
| ---- | ---- | ---- | ---- | ---- | ---- | ---- | ---- | ---- |
| 221  | 194  | 176  | 160  | 147  | 153  | 147  | 142  | 180  |

| 2015 | 2020 | 2022 | - | - | - | - | - | - |
| ---- | ---- | ---- | - | - | - | - | - | - |
| 180  | 157  | 151  | - | - | - | - | - | - |

## Économie
La commune se situe dans la zone géographique des appellations d'origine protégée (AOP) Beurre d'Isigny et Crème d'Isigny.

## Lieux et monuments

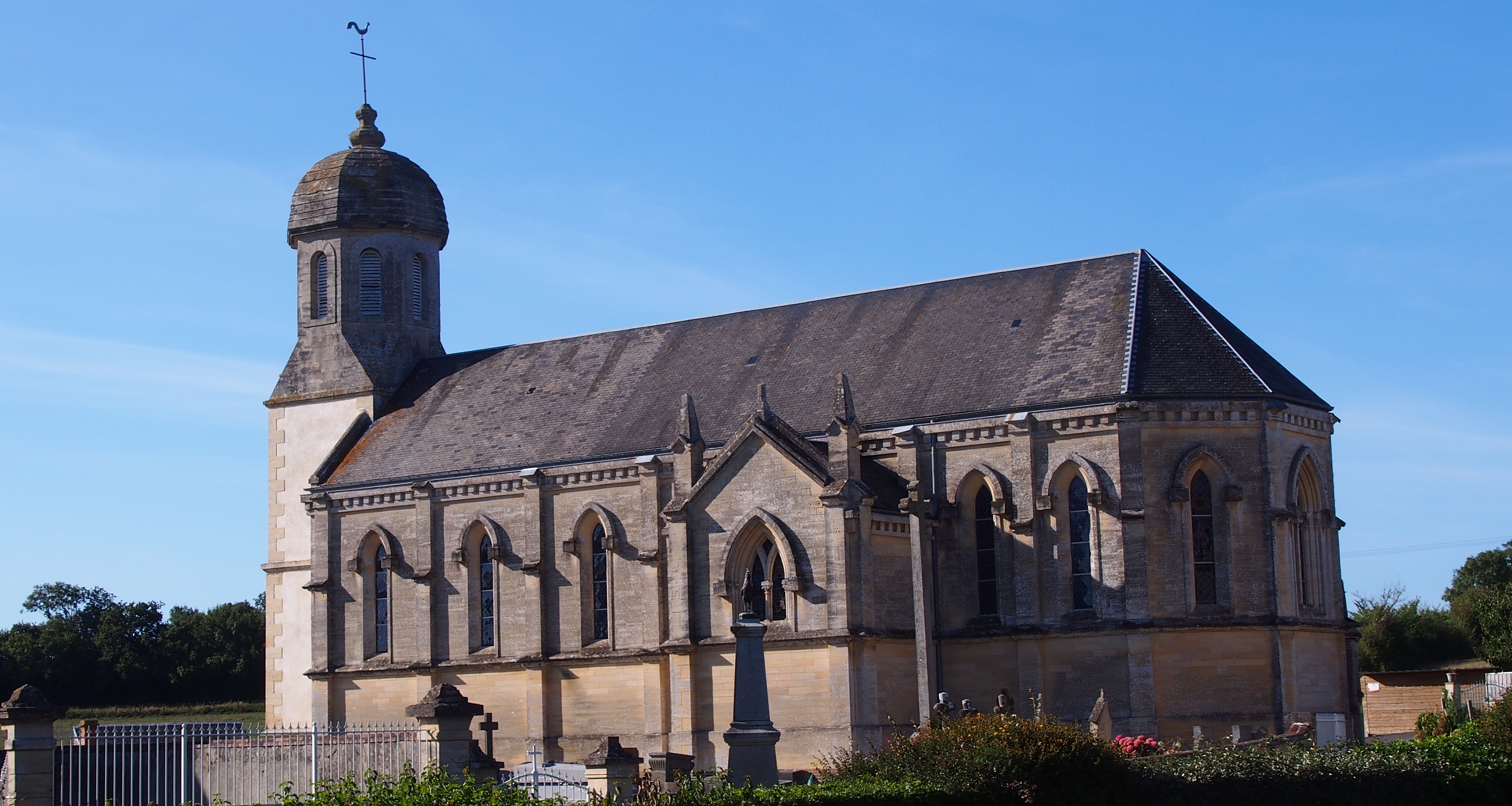
L'église Saint-Germain.

- Église Saint-Germain du XIIIe siècle, dédiée à Germain le Scot[32]. L'eau de sa fontaine Saint-Lubin était réputée pour ses vertus ophtalmiques et contre les rhumatismes[33].